# Una petita història d'amor
Una petita història d'amor (títol original en anglès: A Little Romance) és una pel·lícula estatunidenca dirigida per George Roy Hill i estrenada l'any 1979.	Ha estat doblada al català.

## Argument
Daniel és fill d'un taxista de París, i el pare de Lauren és el cap d'una multinacional americana a Europa. Tots dos adolescents acaben de descobrir l'amor. Julius St Toran, un vell diplomàtic anglès, els explica als nois que perquè l'amor sigui etern cal ratificar-ho amb un petó sota el venecià pont dels sospirs

## Repartiment
- Laurence Olivier: Julius
- Diane Lane: Lauren King
- Thelonious Bernard: Daniel Michon
- Arthur Hill: Richard King
- Sally Kellerman: Kay King
- Broderick Crawford: ell mateix
- David Dukes: George de Marco
- Andrew Duncan: Bob Duryea
- Claudette Sutherland: Janet Duryea
- Graham Fletcher-Cook: Londet
- Ashby Semple: Natalie Woodstein
- Claude Brosset: Michel Michon
- Jacques Maury: Inspector Leclerc
- Anna Massey: Senyoreta Siegel
- Peter Maloney: Martin

## Premis i nominacions

### Premis
- 1980: Oscar a la millor banda sonora per Georges Delerue

### Nominacions
- 1980: Oscar al millor guió adaptat per Allan Burns
- 1980: Globus d'Or al millor actor secundari per Laurence Olivier
- 1980: Globus d'Or a la millor banda sonora per Georges Delerue